# Decalepidanthus
- Commons
- Wikispecies

Decalepidanthus é um gênero de plantas pertencente à família Boraginaceae.